# Mat Zemlja

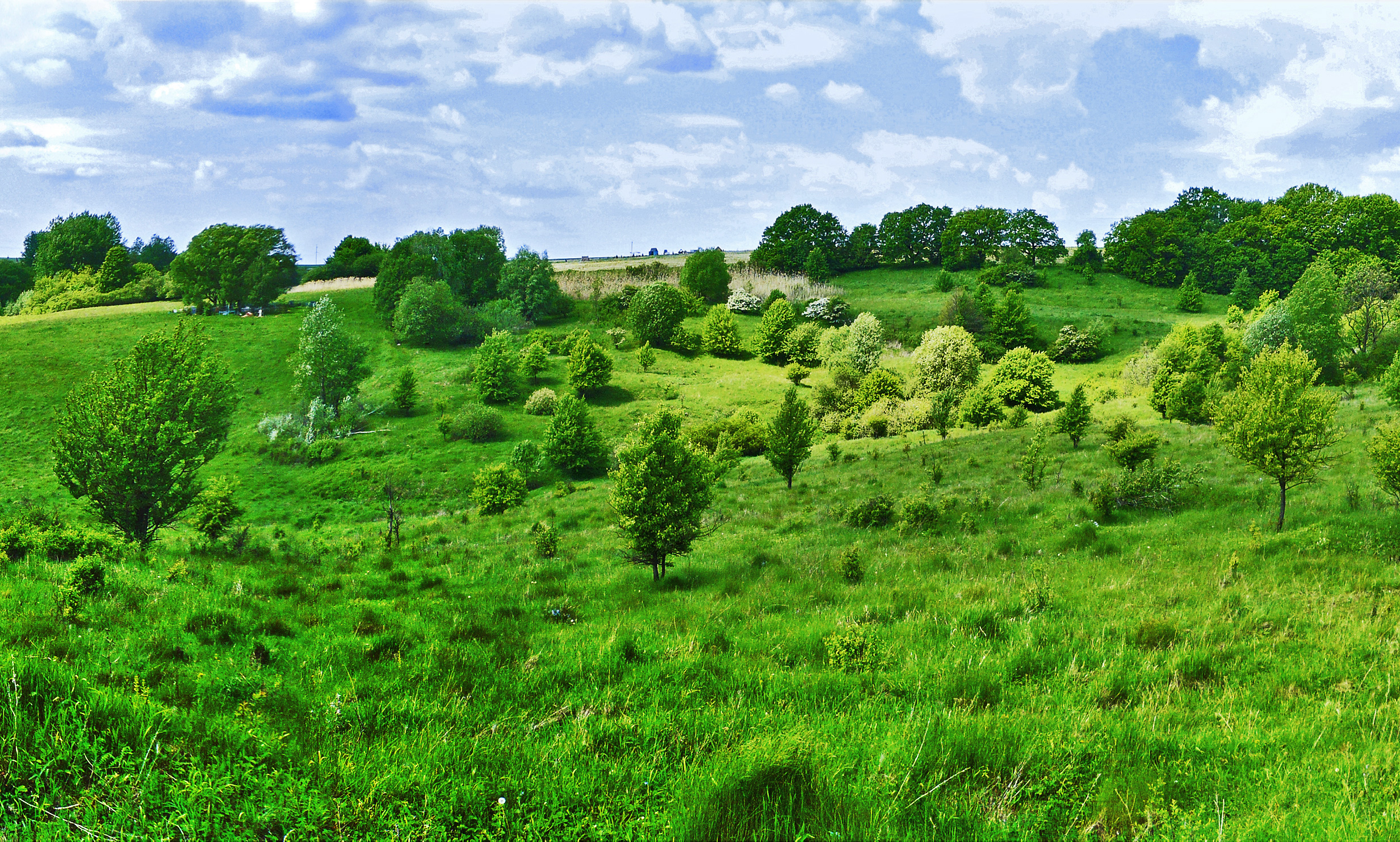
Moder Jord får gräset att grönska.

Mat Zemlja eller Mat – Syra Zemlja (kyrilliska: Мать Земля́ eller Мать – Сыра́ Земля́, 'Moder Jord'), personifierar jorden i slavisk mytologi. Hon är den slaviska varianten av den jordgudinna (Moder Jord) som varit spridd i olika former i tidiga indoeuropeiska och andra eurasiatiska kulturer.

## Bakgrund
Mat Zemlja, den slaviska Moder Jord, ansågs vara moder till alla levande varelser och växter, och fruktbarhetens medelpunkt. Hon stod i kontrast till Himlen (eller åskguden) och ansågs vara hans maka. Himlen eller Blixtslungaren befruktade jorden med regnet, varefter hon gav skörd (födde). Hon utgör en central del av den tredelade världen (himlen – jorden – underjorden), befolkad av människor och djur; hon symboliserar ursprunget för kvinnlig fruktsamhet och moderskap.

### Indoeuropeiska och bibliska motsvarigheter
Gudinnan Moder Jord härstammar från forntiden, åtminstone från den urindoeuropeiska epoken. Det omvittnar de mångtaliga parallellerna i de indoeuropeiska folkens mytologi:
- Demeter – den grekiska mytologin; en språklig parallell till fornryskans Zem-mater (kyrilliska: Земь-матерь, 'Jordemor')
- Anahita – den persiska mytologin
- Zjemina – den litauiska mytologin; en språklig parallell till ryskans Zemlja (kyrilliska: Земля, 'Jord')

Enligt de bibliska apokryferna och legenderna skapades människans kropp av jord (lera, stoft). Efter människans död hamnade själen i den övre världen och kroppen i jorden. Detta kan jämföras med tron att själen slutligen skiljs från kroppen då den första näven jord faller på kistan.

## Slavisk tradition

### Gammalslavisk tid
Jorden är enligt slavisk tradition symbolen för moderskap och kvinnlighet. Jorden tar emot utsädet, blir havande och ger en ny skörd. Hon är en allomfattande Moder och beskyddarinna, hon ger näring åt de levande och tar hand om de döda. I ryska gåtor jämförs jorden med en gestalt som är ”gemensam för alla mödrar”. I ryska folkloretexter och talesätt är uttrycket ”Modern – jordens essens” välbekant, och den avser framförallt jord som är befruktad av himmelsk väta. Följaktligen jämförs uttorkad, ofruktbar jord med änkeståndet i rysk andlig diktning. Inför sådden vänder sig bönderna till helgonen och ber att de ska ”bevattna Moder Jord med iskall dagg, så de frön hon får, och att dessa ska växa och återlämnas som stora ax.
Karakteristiskt för östslavisk folktro är idén att jorden sluter sig när det är indiansommar, då man firar en av dess ”högtider”, och öppnar sig åter på Marie bebådelsedag. Jordens andra högtider firades på Simonovdagen 23 maj, Annandag pingst och Usenje (Dozjinki) 28 augusti. Under dessa dagar rådde många förbud vad gällde jorden; man fick inte gräva, plöja, harva, slå ner pålar eller slå på jorden.

### Jordgudinnan i kristen tid
Allt eftersom kristendomen bredde ut sig i folkets medvetande uppstod en koppling mellan Moder Jord och Jungfru Maria. På samma sätt sammankopplades jorden med Paraskeva Pjatnitsa.
| ”              | På fredagar får man inte störa jorden, ty under Frälsarens död på korset var det jordbävning. | „ |
| – Rysk folktro |                                                                                               |   |